# 크로스오버 (자동차)

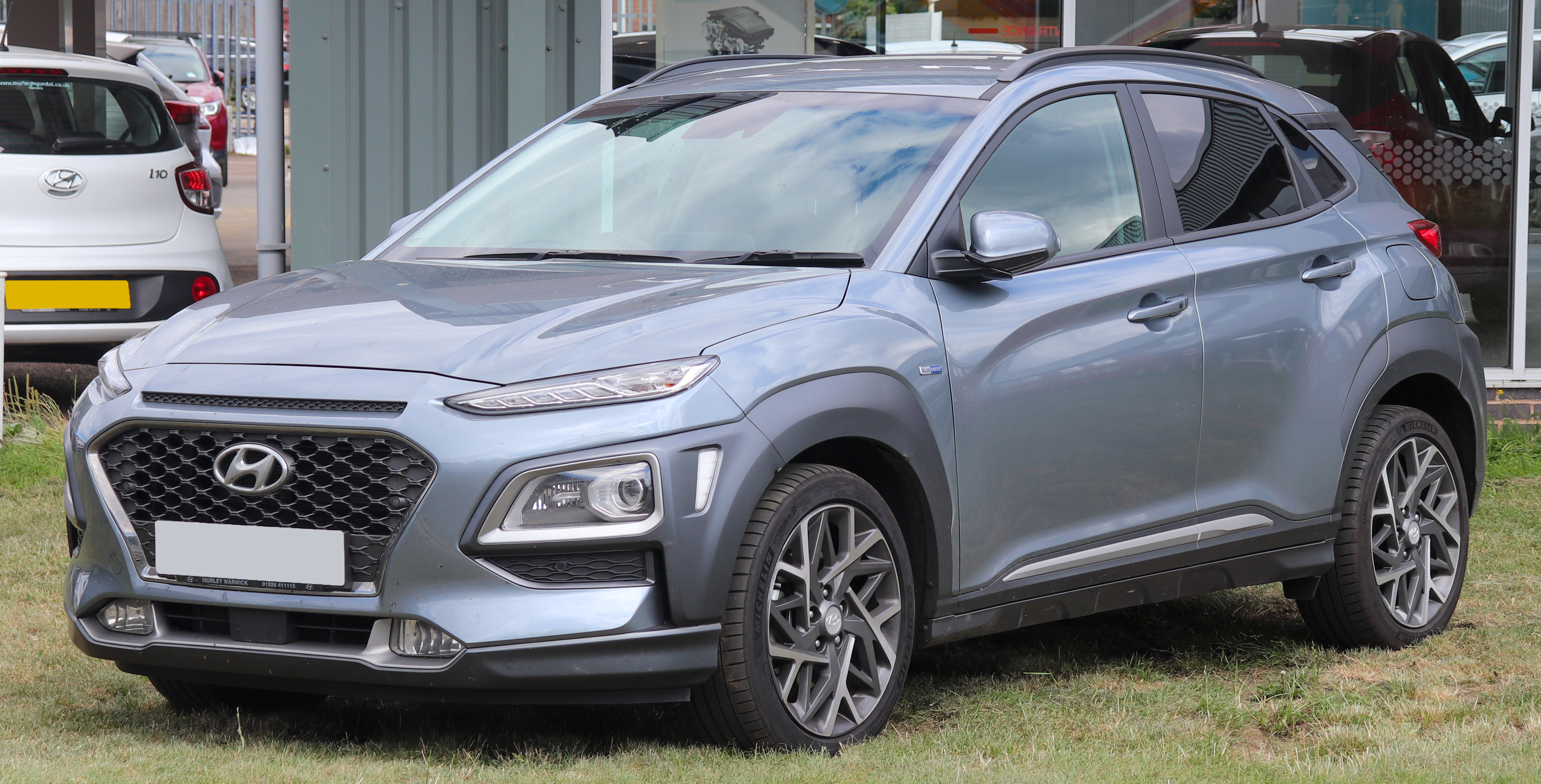
현대 코나(1세대)

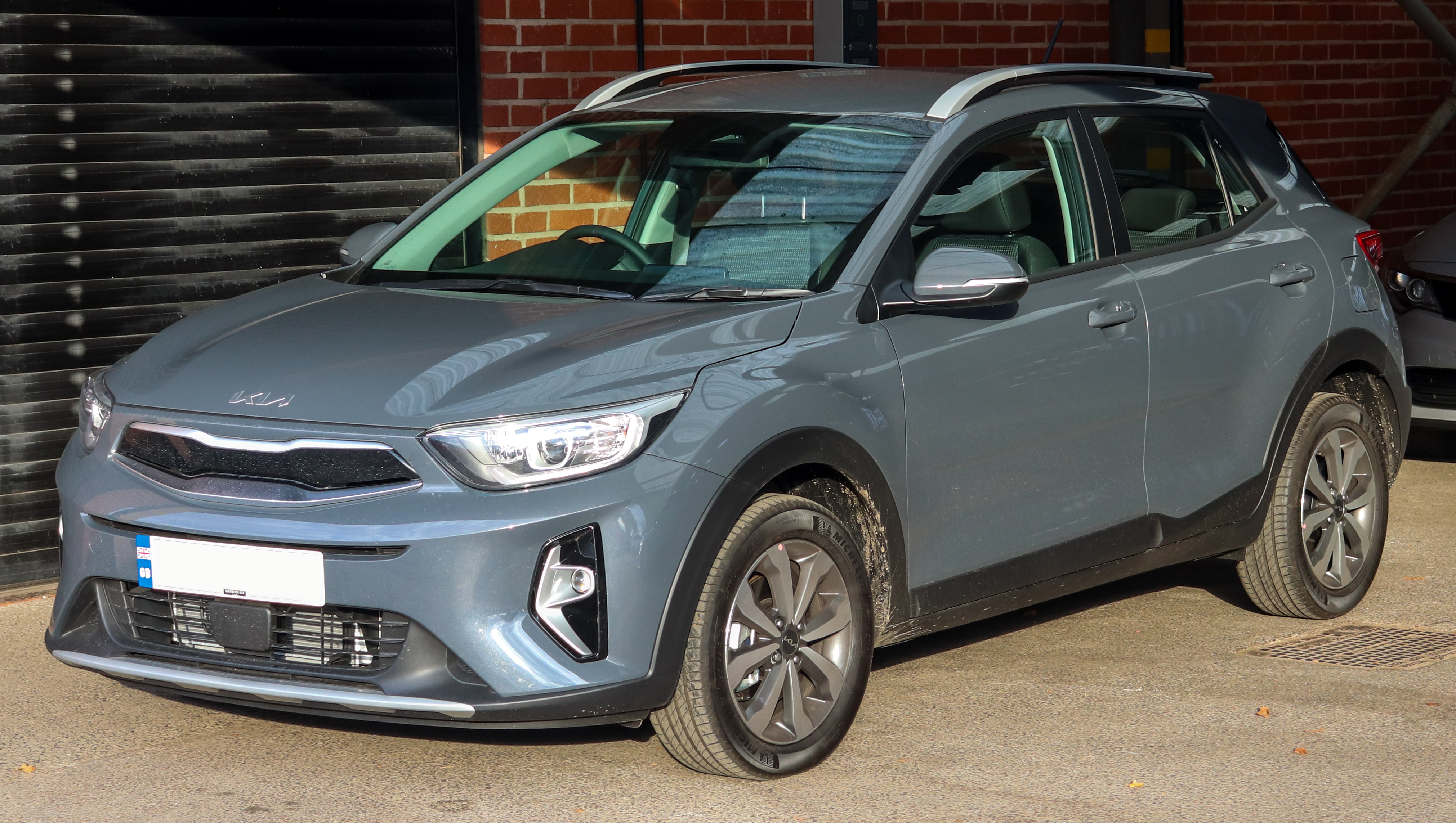
기아 스토닉(1세대)

크로스오버 자동차(Crossover Utility Vehicle, CUV) 또는 크로스오버 차량은 승용차에 RV의 장점이 접목된 다목적 퓨전 자동차를 말한다. 크로스오버라는 단어의 의미처럼 여러 요소를 혼합한 만능형 자동차라고도 불리며, 최근에는 승용차와 RV와의 경계를 구분하기 애매한 크로스오버 자동차의 수가 늘어나고 있다. 스테이션 왜건과 유사하나, 전고를 높여 실용성과 편의성이 증대되었다. 현재 대한민국에서 판매되고 있는 크로스오버 자동차로는 기아 쏘울과 기아 레이가 있다.

## 같이 보기
- 자동차 분류
- 미니밴
- 레크리에이션 차량